# 赛义德·阿巴斯
赛义德·阿巴斯（阿拉伯语：‎，1983年11月28日—）约旦职业篮球运动员。
阿巴斯随约旦队参加了2007年亚洲篮球锦标赛,2009年亚洲篮球锦标赛和2011年亚洲篮球锦标赛。2011年，阿巴斯帮助约旦国家队取得亚锦赛亚军  的历史最好成绩，他本人则得到了场均13.8分和8.8个篮板的好数据。
2009年亚洲篮球锦标赛季军的成绩也使得约旦国家队首次晋级世界篮球锦标赛。
在2009年亚锦赛中的出色表现，使得阿巴斯得到了多家篮球俱乐部的亲眯。2009-10赛季，他加盟中国CBA联赛的上海大鲨鱼， 阿巴斯在比赛中展现出出色的篮板能力，帮助球队闯入季后赛半决赛。2010-11赛季，阿巴斯加入北京鸭。
在2011年亚锦赛上，阿巴斯率领约旦国家队闯入最后决赛，然其在比赛最后时刻五犯毕业被罚出场，最终约旦1分惜败中国无缘冠军。
2012-13赛季，阿巴斯加盟山东金狮，该季阿巴斯不但防守稳定，进攻能力也有所提高，并率领球队历史上首次闯入CBA总决赛，最后总比分0:4遭广东横扫而屈居亚军。

## 外部連結
- 赛义德·阿巴斯在fiba.basketball（英语）
- 赛义德·阿巴斯在archive.fiba.com（archived）（英语）
- 赛义德·阿巴斯在中国男子篮球职业联赛
- 赛义德·阿巴斯在Basketball-Reference.com（國際）（英语）
- 赛义德·阿巴斯在Eurobasket.com（球員）（英语）
- 赛义德·阿巴斯在RealGM（英语）
- 赛义德·阿巴斯在Proballers（英语）
- 赛义德·阿巴斯在Proballers（英语）
- 赛义德·阿巴斯在中国篮球数据库（新浪网）